# Sint-Amanduskerk (Heurne)

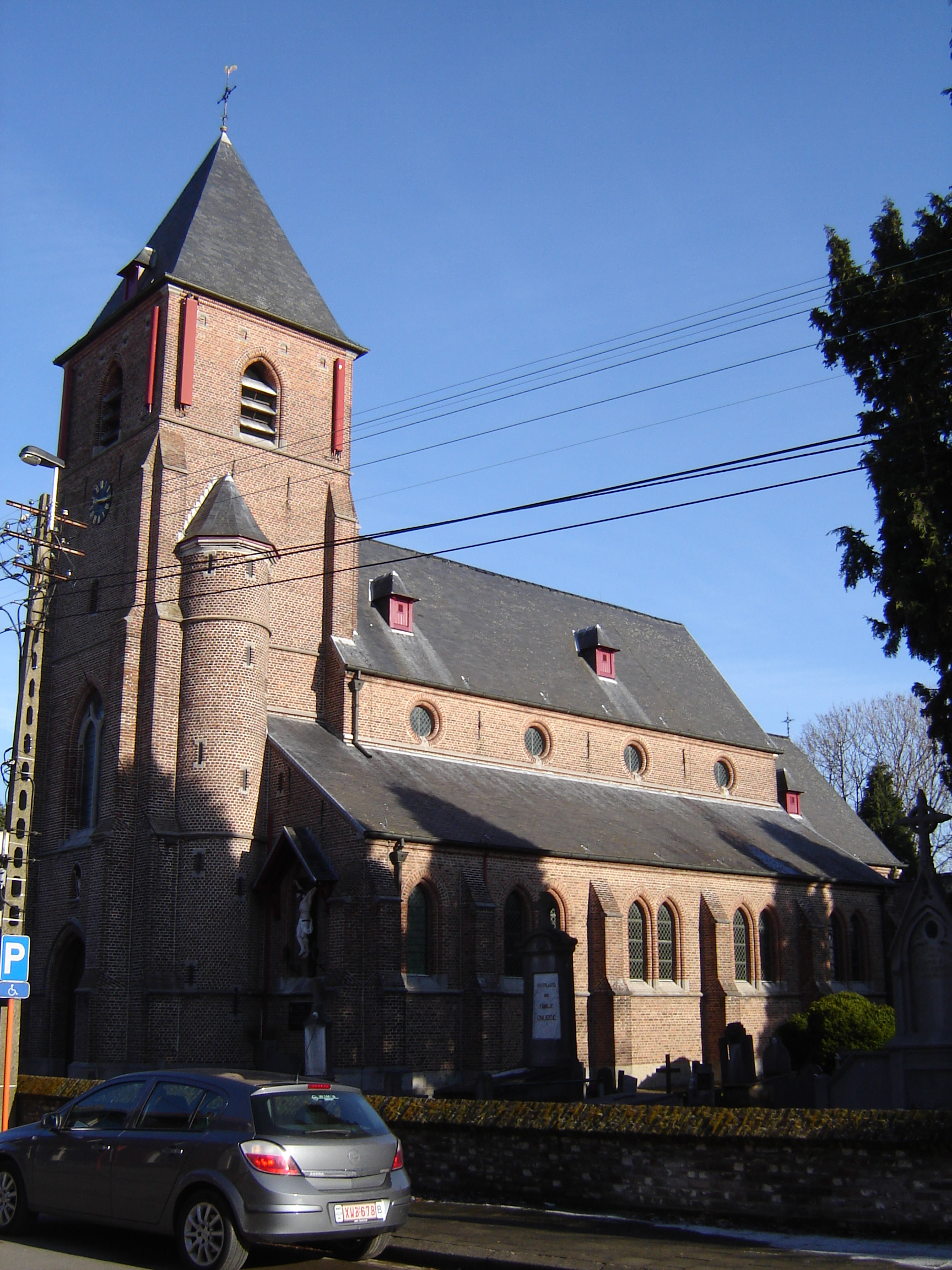
Sint-Amanduskerk van Heurne (2009)

De Sint-Amanduskerk is een katholieke kerk in de dorpskern van de Vlaamse plaats Heurne bij Oudenaarde.
De neogotische rooms-katholieke Sint-Amanduskerk dateert in haar huidige vorm pas uit 1922; de oorspronkelijke laat-18de-eeuwse kerk werd in 1918 bij de Slag aan de Schelde vernield.
De kerk bevat een orgel van Daem van ca. 1930 dat in 1970 en 1978 werd getransformeerd door Delmotte.

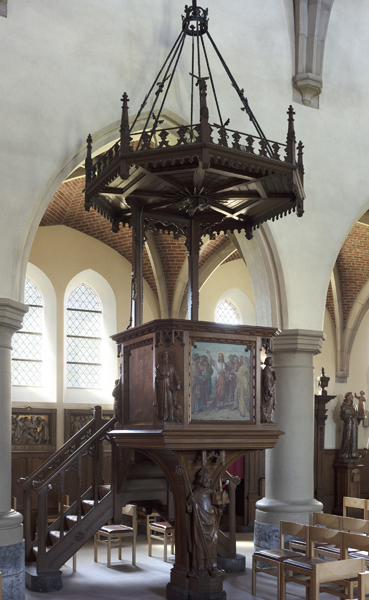
Preekstoel
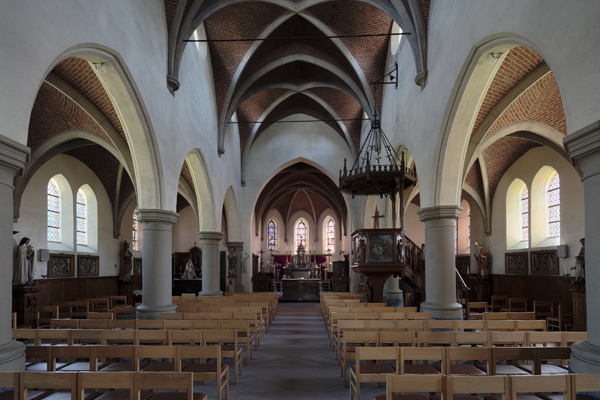
Interieur
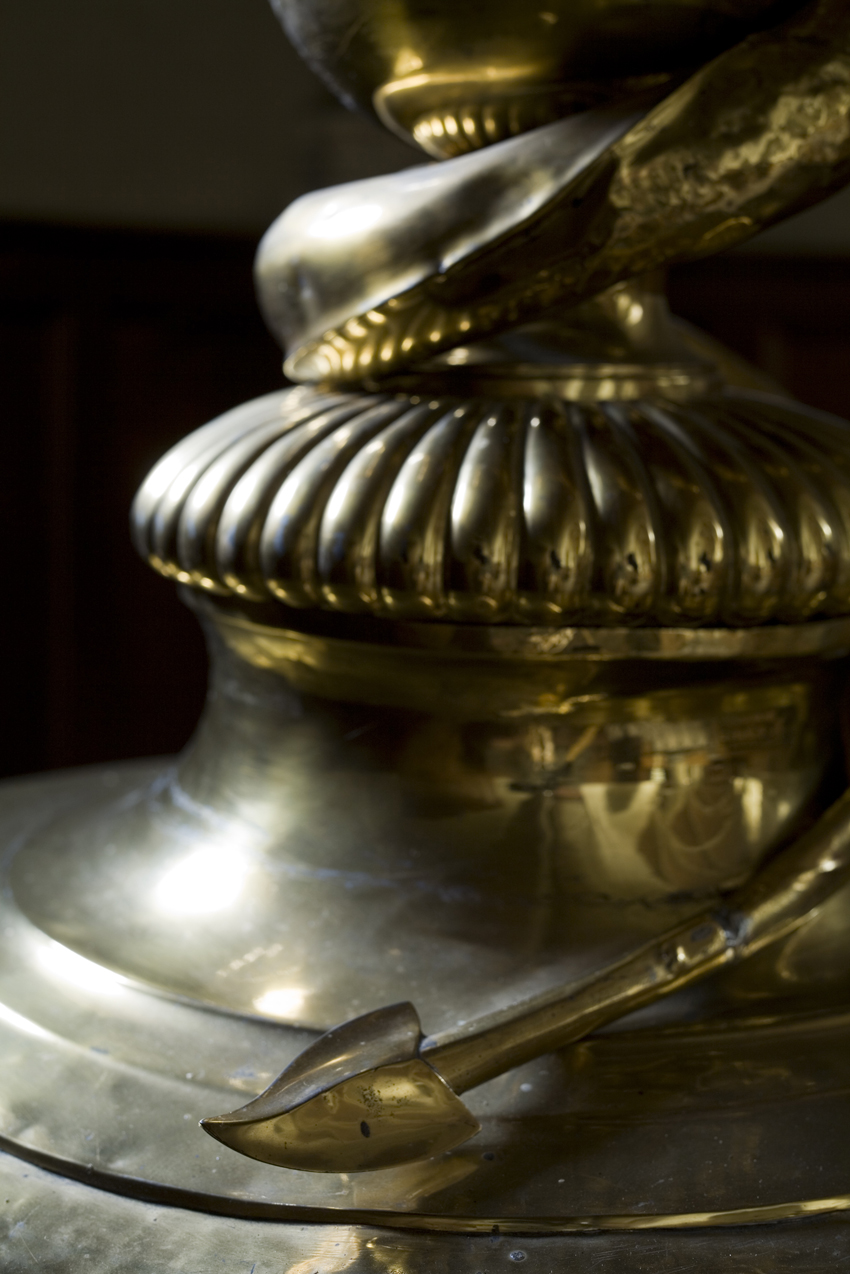
Doopvont (detail)